# Monika Pikuła
Monika Pikuła (Varsavia, 22 aprile 1980) è un'attrice e doppiatrice polacca.

## Biografia
Nel 2003 si è diplomata al Dipartimento di Recitazione dell'Accademia Teatrale Aleksander Zelwerowicz di Varsavia.
Dal 2005 lavora come attrice nell'ensemble del Teatro Contemporaneo di Varsavia.
Ha avuto una relazione sentimentale con l'attore Marcin Bosak con il quale ha generato due figli.

## Filmografia

### Cinema
- Parę osób, mały czas - regia di Andrzej Barański (2005)
- Dzisiaj jest piątek - regia di Paweł Narożnik (2007)
- Matka Teresa od kotów - regia di Paweł Sala (2010)
- Listy do M. 4 - regia di Patrick Yoka (2020)

### Televisione
- Plebania - serie TV (episodio 356) (2003)
- M jak miłość - serie TV (1 episodio) (2003)
- Rodzinka - serie TV (2003-2004)
- Prawo Agaty - serie TV (episodio 11) (2012)
- Na dobre i na złe - serie TV (2016-in corso)
- Diagnoza - serie TV (2017-2019)
- O mnie się nie martw - serie TV (2018)
- Pierwsza miłość - serie TV (2019-in corso)
- Chyłka - serie TV (2020)

## Doppiaggio

### Film d'animazione
- Cora in Astro Boy
- Sam Sparks in Piovono polpette, Piovono polpette 2 - La rivincita degli avanzi
- Borlotta in Rango
- Pirata sorprendentemente procace in Pirati! Briganti da strapazzo
- Gia in Madagascar 3 - Ricercati in Europa
- Patty Peterson in Mr. Peabody e Sherman
- Sandy Cheeks in SpongeBob - Fuori dall'acqua
- Stella in Angry Birds - Il film
- Nya in LEGO Ninjago - Il film

### Serie televisive d'animazione
- Sonia in Sonic Underground
- Sandy Cheeks in SpongeBob
- Cindy Vortex in Le avventure di Jimmy Neutron
- Sam Manson in Danny Phantom
- Trixie Carter in American Dragon: Jake Long
- Candace Flynn in Phineas e Ferb
- Camilla, Bianca, Cetra, Trovato in Pokémon
- Nya in LEGO Ninjago
- Anne Maria in A tutto reality - La vendetta dell'isola
- Amy e Samey in A tutto reality - L'isola di Pahkitew
- Mamma di Clarence in Clarence
- Amy Rose in Sonic Boom
- Diamante Blu in Steven Universe
- Amelia in DuckTales
- Veronica Liones in The Seven Deadly Sins - Nanatsu no taizai
- Amanda in Bunsen è una Bestia